# Zyklon (Rakete)

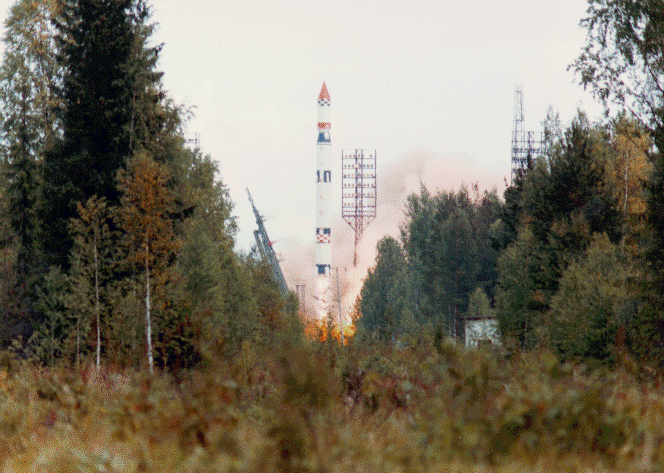
Zyklon-3 startet den Meteor-3-Wettersatelliten (Plessezk, 15. August 1991)

Zyklon [ʦɪkˈlɔn] auch Tsiklon, Tsyklon (russisch Циклон für Zyklone; englisch Cyclone, Tsyklon) ist ein sowjetischer Raketentyp, der auf der R-36-Interkontinentalrakete basiert. Sie wurde seit 1965 in der Sowjetunion auf dem Gebiet der heutigen Ukraine für militärische Zwecke entwickelt.
Die meisten Anwendungen waren und sind militärischer Art. So wurden anfangs verschiedene orbitale Gefechtsköpfe (FOBS) erprobt, später auch Aufklärungssatelliten in Umlaufbahnen gebracht, unter anderem Radaraufklärungssatelliten vom Typ US-A mit nuklearen Reaktoren als Energiequelle.
Die Zyklon wird bei KB Juschnoje und Juschmasch in Dnipro hergestellt.

## Versionen
Die Entwicklung der zweistufigen Zyklon oder Zyklon-1 (GRAU-Index 11K64) begann 1965 in der Sowjetunion auf Basis der R-16. Um diese zu einer Trägerrakete umzubauen, waren nur geringe Modifikationen notwendig und so gab es schon 1967 die ersten Testeinsätze. Bis 1971 gab es 25 Starts in suborbitale Bahnen bis 1000 km Höhe.
Dieser folgte ab 1967 die weiterentwickelte Version Zyklon-2A (NATO-Codename SL-11, GRAU-Index 11K67) nun auf Basis der stärkeren R-36, die nun auch für Satellitenstarts eingesetzt wurde. Vom 27. Oktober 1967 bis 25. Januar 1969 erfolgten acht Startversuche von Baikonur aus, davon waren 6 erfolgreich. Die Nutzlast in einen niedrigen Erdorbit in 185 km Höhe bei einer Inklination von 52° betrug ca. 3.000 kg. Als Antrieb diente in der ersten Stufe (Bezeichnung: 11S691, Länge: 18,9 m, Durchmesser 3,0 m, Masse: 122,3 t) ein RD-251 Triebwerk, welches wiederum aus drei RD-250 Triebwerken (mit jeweils zwei Brennkammern und einer gemeinsamen Turbopumpe) in einem gemeinsamen Schubrahmen bestand. Als Lageregelungstriebwerke kamen vier RD-68 mit 28,5 kN Schub zum Einsatz. In der zweiten Stufe (Bezeichnung: 11S692, Länge: 10,86 m, Durchmesser: 3,0 m, Masse: 50,4 t) kam ein RD-252 (mit jeweils zwei Brennkammern und einer gemeinsamen Turbopumpe) mit 941 kN Schub und einer Brenndauer von 160 Sekunden zum Einsatz. Die Abschaltung der ersten Stufe erfolgte per Kommando simultan mit der Zündung der zweiten Stufe, wodurch die per Gitterkonstruktion angekoppelte erste Stufe praktisch abgesprengt wurde.
Ungefähr zur gleichen Zeit wurde auch die zweistufige Zyklon-2M (heute einfach Zyklon-2 genannt, GRAU-Index 11K69) entwickelt, die 1969 ihren Erststart hatte und bis 2006 im Einsatz war. Die Nutzlastkapazität belief sich auf 2820 kg für einen 200-km-Orbit bei einer Inklination von 65°. Als Treibstoff wurde, wie bei allen Raketen dieser Serie, UDMH und Distickstofftetroxid verwendet. Die Nutzlasten hatten meist einen eigenen Antrieb (Kickstufe) zur Erreichung ihrer Bahn. Die Zyklon-2 wurde nur in Baikonur gestartet und ausschließlich für militärische Nutzlasten eingesetzt, z. B. den Marineaufklärungssatelliten US-A mit Atomreaktor als Energieversorgung. Seit 1988 waren die einzigen Nutzlasten ELINT-Aufklärungssatelliten vom Typ US-P bzw. US-PU. Insgesamt wurden 106 Raketen dieses Typs gestartet, davon 105 erfolgreich. Sie wurde zuletzt auch in Form einer verbesserten Zyklon-2K mit drei Stufen und größerer Nutzlastverkleidung angeboten, die jedoch noch nicht zum Einsatz kam.
Die dreistufige, etwas stärkere Zyklon-3 (NATO-Code SL-14, GRAU-Index 11K68) wurde in den 1970ern entwickelt. Die Bewilligung für die Entwicklung der Drittstufe (Bezeichnung: S5M, Länge: 2,72 m, Durchmesser: 2,42 m, Masse: 4,6 t, Brenndauer: 126 s) erfolgte 2. Januar 1970. Diese wurde aus der Wiedereintrittsteil der R-36O abgeleitet und ist im Verhältnis zu den anderen beiden Stufen kleiner. Die Zyklon-3 hatte eine Nutzlastkapazität von 4100 kg in einen 200-km-Orbit und konnte damit die Wostok-Trägerrakete ersetzten. Die startete nur in Plessezk, erstmals am 24. Juni 1977 und zuletzt am 30. Januar 2009. Als Nutzlasten beförderte die Zyklon-3 zum Beispiel die Kommunikationssatelliten Strela (sechs Stück auf einmal), Meteor Wettersatelliten, Interkosmos Satelliten, den französisch/sowjetischen Satelliten Oreol und elektronische Aufklärungssatelliten vom Typ Zelina-D. Insgesamt startete die Rakete 121 mal, davon acht Fehlstarts.
Eine von der Ukraine verbesserte Version war als Zyklon-4 geplant, mit größerer und schwererer Oberstufe (13,4 t statt 4,6 t), größerer Nutzlastverkleidung und digitalem Steuersystem. Solche sollten ab 2015 vom brasilianischen Startplatz Alcântara leichte Satelliten in geostationäre Transferorbits starten. Nach über zehn Jahren Vorbereitung zog sich Brasilien jedoch 2016 aus dem Vertrag zurück. Stattdessen möchte Maritime Launch Services in Kanada einen Startplatz für die Raketenvariante Zyklon-4M errichten. Der erste Start war zunächst für 2020 geplant, dann für 2021. Die Zyklon-4M soll auch eine neu entwickelte Erststufe erhalten, die von der Antares und/oder der Zenit abgeleitet wird.
Geplant ist auch die dreistufige Kleinrakete Zyklon-1M für Nutzlasten bis etwa 1 t. Ihre Erststufe soll von dem in der Ukraine entwickelten RD-870-Triebwerk angetrieben werden, welches ursprünglich für die Zyklon-4M vorgesehen war. Für die zweite Stufe soll das RD846V eingesetzt werden. Beide werden mit Kerosin und Flüssigsauerstoff betrieben. Hinzu kommt eine Kickstufe, die den modernen Treibstoff Hydroxylammoniumnitrat verwendet. Die Rakete soll von einem neuen Weltraumbahnhof an der Schwarzmeerküste bei Mykolajiw starten. Das Konzept für Rakete und Startplatz wurde im April 2019 vorgestellt.

## Technische Daten

Zyklon-2
Zyklon-3

| Version               | Zyklon-1                  | Zyklon-1M | Zyklon-2A                    | Zyklon-2M                    | Zyklon-3                     | Zyklon-4                      | Zyklon-4M                     |
| --------------------- | ------------------------- | --------- | ---------------------------- | ---------------------------- | ---------------------------- | ----------------------------- | ----------------------------- |
| Erste Stufe           | 8S81 3× RD-217 + 4× RD-68 | 1× RD-870 | 11S691 3× RD-250 + 4× RD-68M | 11S691 3× RD-260 + 4× RD-68M | 11S691 3× RD-260 + 4× RD-68M | 11S691 3× RD-260 + 4× RD-68M  | 4× RD-870                     |
| Zweite Stufe          | 8S82 1× RD-219 + 4× RD-69 | 1× RD846V | 11S692 1× RD-252 + 4× RD-69M | 11S692 1× RD-252 + 4× RD-69M | 11S692 1× RD-262 + 4× RD-69M | 11S692 1× RD-262 + 4× RD-69M  | 1× RD-861K                    |
| Oberstufe             |                           | 10× ?     | –                            | –                            | S5M, RD-861                  | S5M, RD-861K LE               | –                             |
| Schub (am Boden)      | ?                         | ?         | 2366 kN                      | 2502 kN                      | 2660 kN                      | ?                             | 3165 kN                       |
| Startmasse            | 140 t                     | 63 t      | 176 t                        | 182 t                        | 189 t                        | 198 t                         | 272 t                         |
| Höhe (maximal)        | 30–35 m                   | 29 m      | 32,8 m                       | 35–40,8 m                    | 39,9 m                       | 40,0 m                        | 38,9 m                        |
| Durchmesser (maximal) | 3,0 m                     | 2,25 m    | 3,0 m                        | 3,0 m                        | 3,0 m                        | 3,0 m                         | 3,9 m                         |
| Durchmesser (maximal) | 3,0 m                     | 2,65 m    | 3,0 m                        | 3,0 m                        | 3,0 m                        | 4,0 m für Nutzlastverkleidung | 4,0 m für Nutzlastverkleidung |
| Nutzlast (LEO 200 km) | – (suborbital)            | ?         | 3,3 t                        | 2,8–3,0 t                    | 3,6–4,1 t                    | ≈ 5 t                         | ≈ 5 t                         |
| Nutzlast (SSO 600 km) |                           | 0,75 t    |                              |                              |                              |                               |                               |
| Nutzlast (GTO)        | –                         | –         | –                            | –                            | –                            | 1,8 t                         | 0,9 t                         |